# László Bodnár
László Bodnár (ur. 25 lutego 1979 w Mátészalce) – węgierski piłkarz grający na pozycji obrońcy.

## Kariera piłkarska

### Kariera klubowa
Po dobrych występach w węgierskim klubie Debreczyn VSC został w 2000 kupiony przez Dynamo Kijów. Z nim też osiągnął największe sukcesy. W 2004 został wypożyczony do kijowskiego Arsenału, a stamtąd do holenderskiej Roda JC i austriackiego Red Bull Salzburg. W 2009 roku powrócił na Węgry do Debreczyn VSC. W lipcu 2010 otrzymał status wolnego agenta.

### Kariera reprezentacyjna
László Bodnár zadebiutował w reprezentacji Węgier w 2000.

### Sukcesy
- mistrz Ukrainy: 2001, 2003
- zdobywca Pucharu Ukrainy: 2003
- zdobywca Pucharu Mistrzów WNP: 2002
- mistrz Austrii: 2007
- mistrz Węgier: 2010
- zdobywca Pucharu Węgier: 2010